# 城镇住房制度改革
城镇住房制度改革，是中华人民共和国在1998年全面实施的一项城镇住房制度改革，确定改革的方向为城镇住房的市场化、货币化、商品化。特别是配合中国1994年税制改革，中国地方政府的土地财政作为主要动力推动中国住宅商品化快速发展。此次房改与2008年开始部分学者推动的二次房改方案相对，也被称作第一次房改、98房改。

## 历史沿革

### 初步试验
早在1979年，政府就开始在西安和南宁进行售房实验。中央政府当时在西安投入100万元以及相关建材建设面向当地城市人口销售的住房，地方住房部门一栋七层单元楼的37套进行售房实验，楼面均价则基于成本定为150元，对于中等户型住宅面积约60平米，总价约9000元。截至1980年5月，37套房只卖出了18套，三户家庭在国外亲戚帮助下买了6套房，5套出售给退休官员，3套户主刚刚文革平反、恢复收入，剩下几套分别归属教师、医生、公务员、工人，其中8位户主全款买房，剩下来都是五年内按揭付款。
1980年，鄧小平在谈到住宅问题时表示城镇居民个人可以购买房屋。同年6月，中共中央、中華人民共和國国务院在《全国基本建设工作会议汇报提纲》中提出实行住房商品化政策，准许私人建房、买房和拥有自己的住宅。
中央政府在全国范围内进一步推行售房实验，在1980年计划推出135000平方米住房进行销售，至1981年售房政策推行至全国23个省、自治区的60多个城市和一部分县镇，然而很多地方都反映当地购房意愿不高。当时西安绝大多数家庭只能承担3000-5000元的首付，政府还要求5年内还清余款，同时租房价格还很便宜。售房试验最终在1982年停止。

### 补贴购房
1982年，政府部门设计处“三三制”补贴购房，所谓“三三制”即购房者、就业单位、政府分别承担房价的三分之一，国务院率先在四平、沙市、郑州、常州进行试点。居民不仅可以购买新建住房，也可以购买自己居住的公共住宅，政府也相应改革了租房补贴制度。当时新建住宅均价在150元到200元之间，不仅包含了房屋建设成本，还统计了周边配套的支出，平均户型面积56平方米。截至1984年，试点城市共卖出2140套房；1985年试点推广到全国160座城市和300多个县，最终卖出了20万套房。试点得出的结论是个人有买房的意愿也有能力分期付款购房，公房可以向个人出售，但是由于补贴力度过大，不少单位都不愿意出售房屋，同时政策也没有改变租金过低，买房不如租房、早买不如晚买的现状——由于财政负担过大，实验在1985年戛然而止。

### 提租补贴
1986年，国务院住房制度改革领导小组成立，並印發《关于在全国城镇分期分批推行住房制度改革的实施方案》。小组设计出“提高租金、发放补贴、促进职工买房”的方案，并选定了唐山、烟台、蚌埠、常州四座城市作为试点。其中烟台市实行“提租发券、空转起步”的方案：“提租发券”指将公共房屋租金提高到按折旧费、维修费、管理费、投资利息和房产税合算的水平，个人实际房租从原来的0.07元/平方米提升到1.28元/平方米，同时按照基本工资的23.5%发放住房补贴券；“空转起步”指起步阶段工作单位发放的房租券没有资本保底，住房的产权单位收到后需要还给户主的工作单位，工作单位以此继续向员工发放补贴。最终烟台住房改革在1988年进入实转，住房补贴和缴纳房租都以货币形式结清。全国范围内进行租金改革的还有沈阳、南平、鹰潭、深圳、佛山、江门等市。国务院和中央人民银行为配合改革，在烟台和蚌埠分别进行住房金融改革的试点，两市相继成立住房储蓄银行，负责管理员工住房基金以及相关租金划转、住房储蓄、房企信贷等等，烟台住房储蓄银行至1989年已经成立5处办事处，各类存款余额1.2亿元，向全市693户城镇居民提供购房贷款562万元，向房地产企业发放3400万元贷款，并与房企合作投资新建住宅5000多套，成为了全市住房租金结算中心。此外，武汉、沈阳等大城市和温州等中等城市都出现了个人集资建房的住房合作社。
1988年1月15日，国务院召开第一次全国住房制度改革工作会议。国务院秘书长陈俊生宣布，从當年开始，要在中華人民共和國分期分批展开住房制度改革。1990年，国务院颁布《中华人民共和国城镇国有土地使用权出让和转让暂行条例》。
虽然租金改革在在烟台、蚌埠、唐山以及深圳、成都等地都效果良好，但随着1980年代末中国通货膨胀和六四事件的爆发，政府考虑到继续提租则会加剧通胀，且提租方案因触及了部分当权者的利益而受到政策执行者的抵制，因此原先预定3-5年全面推广的提租政策就夭折了。
1991年6月国务院发布《关于继续积极稳妥地进行住房制度改革的通知》，强调新房新政策，避开存量房提租的压力对新房提租、出售的影響；同年10月17日务院批转了国务院住房制度改革领导小组起草的《关于全面推进城镇住房制度改革的意见》，提出将现行的现行公房的实物福利分配制度逐步转变为货币工资分配制度，并制定了房租上涨的分阶段目标。地方政府的房改房也陆续公布实施，一些大城市的运作比较规范，部分中小城市则相对较差，一些城市优惠幅度过大导致低价购房现象出现，1992年6月国务院房改工作会议再次提出制止低价售房。

### 全面实施
1994年7月18日，国务院发布了《关于深化城镇住房制度改革的决定》，提出改变住房建设投资由国家、单位统包的体制为国家、单位、个人三者合理负担的体制；把各单位建设、分配、维修、管理住房的体制改变为社会化、专业化运行的体制；將住房实物福利分配的方式改变為個人出資購買的方式，要建立以保障中低收入家庭住房需求的经济适用住房和針對高收入群體的商品房；建立住房公积金；建立住房信贷体系；要促进房地产业和相关产业的发展。1994-1997年，住房的商品化、市场化体制得到全面推进，但作为转轨中的过渡，福利体制仍然保留，客观上住房新、旧制度双轨同时运行。1997年，亚洲金融危机爆发，中国经济面临压力。为了应对亚洲金融危机的冲击，扩大内需、刺激居民的住房需求，1998年7月3日，国务院颁发《关于进一步深化城镇住房制度改革、加快住房建设的通知》，明确了城镇住房的市场化、货币化、商品化改革方向，并启动了彻底的住房制度改革，停止了“实物分房”、实行住房分配货币化，标志着以市场供应为主的住房供应体系的确立。
1998年7月3日，国务院出台《关于进一步深化城镇住房制度改革、加快住房建设的通知》，要求1998年下半年起停止住房实物分配，逐步实行個人購買住房；建立和完善以经济适用房为主的多层次城镇住房供应体系；发展住房金融，培育和规范住房交易市场；新建住房原则上只售不租。

## 改革成效
在1998年实行城镇住房制度改革后，中華人民共和國住房開始進入商品房時代，住宅产业成为中国大陆新的经济增长点和支柱产业。1998年起，中国大陆的房地产开发、投资持续高速增长，增幅高于同期固定资产投资，2001年的增长率达到27.3%达到第一个波峰，2003年的增长率攀升至30.3%。此外，1998年的住房制度改革还改变了中国城镇居民的住房观念，由福利性住房观念向商品化住房观念转变，充分调动了中国居民对住房投资和消费的积极性。

## 存在问题
1998年中国城镇住房制度改革后出现了新的住房问题。其中，大型城市的住房问题尤为突出，具体表现为：地方政府依赖土地财政、住房价格的持续快速上涨、城镇住房供给结构失衡、居住空间分异趋势加剧、住房用地资源利用效率低下等。